# S/2003 U 3
S/2003 U 3 er en af planeten Uranus' måner: Den blev opdaget den 29. august 2003 af Scott S. Sheppard og David C. Jewitt, og fik lige efter opdagelsen den midlertidige betegnelse S/2003 U 3.
Med en massefylde omkring 1500 kilogram pr. kubikmeter består S/2003 U 3 formodentlig overvejende af is. Overfladen er temmelig mørk, og reflekterer blot 7 % af det lys der falder på den.